# Software per sondaggi online
I software per sondaggi online, noti anche come CAWI (Computer Assisted Web Interviewing), sono speciali programmi informatici utilizzati per realizzare e gestire sondaggi online (in inglese surveys). 
Tra questi software, alcuni sono anche in grado di raccogliere dati provenienti da interviste telefoniche (CATI, Computer Assisted Telephone Interviewing) e da interviste dirette (CAPI, Computer Assisted Personal Interviewing). 
I primi programmi vennero introdotti sul mercato agli inizi degli anni ottanta; attualmente sono disponibili numerosi pacchetti software, più o meno complessi, che possono essere divisi in due categorie:
- software offerti come servizio in ASP;
- software distribuiti come licenze da installare sul proprio server aziendale.

Alcuni software richiedono l'installazione sul proprio client di un applicativo offline per la costruzione e l'amministrazione del questionario; altri operano attraverso un'applicazione accessibile via Internet (web based).
Per quanto riguarda i prezzi, si va dalle migliaia di euro dei prodotti commerciali a quelli gratuiti rilasciati con licenza GPL (il più famoso è LimeSurvey).

## Caratteristiche principali

### Amministrazione
Con questi software è possibile copiare un intero sondaggio, una particolare domanda, gestire titoli e testi personalizzati per ogni pagina, realizzare questionari su una o più pagine con un numero illimitato di domande. Per raccogliere dati anagrafici o risposte relative a gradi di soddisfazione si possono utilizzare le librerie di domande. Altre importanti funzionalità determinano le regole di compilazione, secondo cui si può decidere di consentire o meno allo stesso intervistato di compilare più volte e di modificare le risposte date. È anche possibile stabilire il numero massimo di persone che possono prendere parte al sondaggio. 

### Grafica
I programmi più avanzati consentono all'utente di intervenire sui colori, sui tipi di carattere, in modo globale, senza dover formattare ogni pagina separatamente. Recentemente è stata introdotta la funzionalità di feedback che fornisce all'intervistato informazioni su quante domande si debbano ancora completare per terminare il sondaggio. 

### Lingua
Solitamente è possibile gestire i messaggi di errore in differenti lingue, personalizzare i bottoni e realizzare direttamente questionari multi-lingua. 

### Domande
Numerosi parametri permettono di rendere obbligatoria o meno una domanda, mostrare in ordine casuale sia le domande che le eventuali risposte proposte (evitando così polarizzazioni) e indicare o no un valore predefinito per le risposte. Tra gli strumenti utilizzati per verificare la correttezza dei dati immessi, i più importanti sono quelli relativi al controllo sintattico per gli indirizzi e-mail, il formato delle date, i campi con risposte numeriche o con testi di lunghezza limitata. 
Le domande possono essere aperte o chiuse: queste ultime, nonostante possano influenzare le scelte dell'intervistato, facilitano la successiva rielaborazione. Le domande chiuse possono prevedere una sola risposta, selezionabile solitamente tramite menù a tendina o radio button, oppure più preferenze, esprimibili tramite check box. In fase di composizione della domanda si può applicare il piping, che permette di incorporare parte di testo (come nomi e cognomi, ad esempio) delle risposte precedenti nelle nuove domande. 
Con alcuni software è possibile rendere il sondaggio multimediale, inserendo nella formulazione della domanda suoni, immagini o video. 
Si può facilmente dar vita a test o quiz, assegnando punteggi alle risposte. 
Per sondaggi più complessi è anche possibile ricorrere a percorsi ad albero, in cui a determinare le domande sono le precedenti risposte dell'intervistato. 

### Sicurezza
È indispensabile stabilire una precisa politica di compilazione del questionario per garantire la massima sicurezza nella raccolta dei dati. Un buon software deve consentire a chi gestisce il sondaggio di limitare il range di Ip di provenienza degli intervistati e di rendere modificabile ogni singola risposta. 
Inoltre, si può decidere di permettere la compilazione del sondaggio ai soli utenti registrati. Solitamente, dopo la compilazione, viene data la possibilità all'utente di visionare le statistiche del sondaggio aggiornate in tempo reale. 

### Invio
In molti programmi è presente una particolare funzione che facilita l'invio dei sondaggi: è possibile importare liste di destinatari e invitarli alla compilazione tramite una mail, preferibilmente personalizzata, riportante il link diretto al sondaggio. I software più avanzati consentono all'amministratore di gestire il panel e le quote in funzione dell'area geografica o dei parametri socio-demografici dei potenziali intervistati archiviati in un database. 

### Elaborazione dati
Questa funzionalità, molto complessa, consente all'utente di raccogliere i dati e di elaborarli secondo le proprie esigenze. I principali strumenti presenti nei programmi sono report statistici (a volte anche personalizzabili), filtri e capacità grafiche. Un buon programma deve comunque garantire l'esportazione dei dati in formati compatibili con le applicazioni per l'analisi (xls, csv e spss). 